# Campionato bielorusso di calcio a 5
Il campionato bielorusso di calcio a 5  è un insieme di tornei di calcio a 5, nazionali e regionali, organizzati dalla Federazione calcistica della Bielorussia.

## Storia
Tra le più longeve competizioni delle repubbliche ex-sovietiche, il campionato bielorusso si disputa regolarmente dal 1990. La massima serie è tradizionalmente caratterizzata dall'egemonia di società della capitale Minsk, tra le quali spicca il Dorožnyk capace di vincere sei titoli tra il 1999 e il 2006.

## Albo d'oro
- 1990:  Pahonja-Minsk (1)
- 1991:  Minsk (2)
- 1992:  Atlant Minsk (1)
- 1992-1993:  Stroizakaz Minsk (1)
- 1993-1994:  Minsk (3)
- 1994-1995:  Transmaš-Ėlada (1)
- 1995-1996:  CKK Svetlahorsk (1)
- 1996-1997:  Akadėmija Minsk (1)
- 1997-1998:  Veras Njasviž (1)
- 1998-1999:  Dorožnyk (1)
- 1999-2000:  Simurg (1)
- 2000-2001:  Simurg (2)
- 2001-2002:  Dorožnyk (2)
- 2002-2003:  Dorožnyk (3)
- 2003-2004:  Dorožnyk (4)

- 2004-2005:  Dorožnyk (5)
- 2005-2006:  Dorožnyk (6)
- 2006-2007:  Mapid Minsk (1)
- 2007-2008:  Viten (1)
- 2008-2009:  Viten (2)
- 2009-2010:  Mapid Minsk (2)
- 2010-2011:  Mapid Minsk (3)
- 2011-2012:  LidSelmash Lida (1)
- 2012-2013:  Viten (3)
- 2013-2014:  Stalìca Minsk (1)
- 2014-2015:  LidSelmash Lida (2)
- 2015-2016:  LidSelmash Lida (3)
- 2016-2017:  Stalìca Minsk (2)
- 2017-2018:  LidSelmash Lida (4)
- 2018-2019:  Stalìca Minsk (3)

- 2019-2020:  Viten (4)
- 2020-2021:  Viten (5)
- 2021-2022:  Stalìca Minsk (4)
- 2022-2023:  Stalìca Minsk (5)
- 2023-2024:  Stalìca Minsk (6)

## Supercoppa
| Stagione      | Vincitore       | Finalista       |
| ------------- | --------------- | --------------- |
| 2003          | Mapid Minsk     | Dorožnyk        |
| non disputata |                 |                 |
| 2014          | Stalìca Minsk   | BC Gomel        |
| 2015          | LidSelmash Lida | Stalìca Minsk   |
| 2016          | LidSelmash Lida | Mapid Minsk     |
| 2017          | Dorožnyk        | Stalìca Minsk   |
| 2018          | Viten           | LidSelmash Lida |
| 2019          | Viten           | Stalìca Minsk   |
| 2020          | Viten           | BC Gomel        |
| 2021          | VRZ Gomel       | Viten           |
| 2022          | Stalìca Minsk   | BC Gomel        |
| 2023          | Stalìca Minsk   | Viten           |
| 2024          | Viten           | Stalìca Minsk   |